# Brzanka (Kotlina Kłodzka)
Brzanka – wzniesienie 533 m n.p.m. w południowo-zachodniej Polsce w Sudetach Środkowych, w Kotlinie Kłodzkiej.

## Położenie
Wzniesienie położone w Sudetach Środkowych, we Wzgórzach Rogówki, we wschodnim krańcu Kotliny Kłodzkiej, około 1,85 km na południe od centrum miejscowości Jaszkowa Górna.

## Charakterystyka
Brzanka jest trzecim pod względem wysokości wzniesieniem Wzgórz Rogówki górującym nieznacznie nad pobliskimi wzniesieniami. Wyrasta w środkowym fragmencie ciągnącego się południkowo, niewielkiego grzbietu Wzgórz Rogówki. Wznosi w kształcie wyraźnej kopuły z nieznacznie stromymi zboczami, w niewielkiej odległości od bliźniaczego wzniesienia Klekotka, położonego po południowo-zachodniej stronie, od którego oddzielona jest niewielkim siodłem. Podłoże wzniesienia zabudowane jest z granitoidów masywu kłodzko-złotostockiego, utworzonych z granodiorytów amfibolowych. Szczyt i zbocza wzniesienia pokrywa warstwa młodszych osadów okresu zlodowaceń plejstoceńskich – osadami powstałymi w chłodnym, peryglacjalnym klimacie. Szczyt wzniesienie oraz całe zbocza zachodnie i południowe porasta las świerkowy, zbocze północne i wschodnie powyżej wysokości 480 m n.p.m. pokrywa las pozostałą część zboczy zajmują pola uprawne i łąki. U podnóża wzniesienia, po północnej stronie, położona jest niewielka wieś Jaszkowa Górna. Położenie wzniesienia, kształt i wyraźna część szczytowa, czynią wzniesienie rozpoznawalnym w terenie.
U podnóża północno-zachodniego zbocza przy ścieżce stoi stary krzyż, którego historia nie jest znana.

## Turystyka
Na szczyt nie prowadzi żaden szlak turystyczny, w pobliże szczytu prowadzą ścieżki z miejscowości Rogówek i Jaszkowa Górna.